# Władysław Kunicki-Goldfinger
Władysław Jerzy Henryk Kunicki-Goldfinger (ur. 13 lutego 1916 w Krakowie, zm. 14 sierpnia 1995 w Warszawie) – polski mikrobiolog, profesor Uniwersytetu Warszawskiego, działacz socjalistyczny.

## Życiorys
Syn Zygfryda Goldfingera, prawnika i działacza komunistycznego żydowskiego pochodzenia, i Walerii Kunickiej herbu Bończa, nauczycielki gimnazjalnej. Dzieciństwo i wczesną młodość spędził wraz z matką w domu jej brata, Władysława Kunickiego, nauczyciela, działacza samorządowego, polityka Polskiej Partii Socjalistycznej, właściciela gimnazjum żeńskiego w Lublinie. W 1934 rozpoczął studia na kierunku przyrodniczym Wydziału Filozoficznego Uniwersytetu Jagiellońskiego. W 1938 obronił pracę magisterską w Katedrze Mikrobiologii na Wydziale Rolnym UJ, gdzie rozpoczął pracę. W tym czasie został usynowiony przez brata matki, Władysława Kunickiego. 
We wrześniu 1939 uciekł przed Niemcami do Lwowa, gdzie pracował w instytucie Rudolfa Weigla. Lwów znajdował się wtedy pod okupacją ZSRR. W 1940, po odmowie przyjęcia radzieckiego paszportu, został aresztowany i zesłany w okolice Archangielska. W 1941 po amnestii dla Polaków udał się do punktu formowania Armii Polskiej w ZSRR pod dowództwem generała Władysława Andersa.  Służąc w stopniu szeregowego przeszedł szlak Armii  przez Persję, Palestynę, Egipt do Włoch.
Po zakończeniu II wojny światowej przebywał w Palestynie, skąd w 1947 powrócił do Polski i zamieszkał w Lublinie. Po krótkim stażu asystenckim (1947–1948) w Zakładzie Mikrobiologii Wydziału Weterynaryjnego UMCS, po uzyskaniu stopnia doktora (1948) i habilitacji (1950) na Wydziale Biologii i Nauk o Ziemi, założył najpierw Pracownię Mikrobiologii, w Zakładzie Fizjologii Roślin. W 1951 został profesorem nadzwyczajnym i objął Katedrę Mikrobiologii Ogólnej, której był założycielem. W 1955 został służbowo przeniesiony na Uniwersytet Wrocławski, gdzie do 1961 kierował Katedrą Mikrobiologii. W latach 1961–1968 był kierownikiem Katedry Mikrobiologii na Uniwersytecie Warszawskim. W 1962 otrzymał tytuł profesora zwyczajnego. W latach 1969–1971 był dyrektorem Instytutu Mikrobiologii na Uniwersytecie Warszawskim. Od 1965 był członkiem korespondentem Polskiej Akademii Nauk, od 1980 członkiem rzeczywistym. W 1986 przeszedł na emeryturę. Członek Nowojorskiej Akademii Nauk, Brytyjskiego Królewskiego Towarzystwa Medycznego, Amerykańskiego Towarzystwa Genetycznego, Polskiego Towarzystwa Fizjologicznego, Polskiego Towarzystwa Genetycznego i Polskiego Towarzystwa Mikrobiologów. Autor kilku podręczników akademickich m.in. Życie bakterii oraz książek dotyczących ewolucji. Członek założyciel, przewodniczący Kasy Pomocy Naukowej i członek rady programowej Towarzystwa Kursów Naukowych.
W 1989 Uniwersytet Wrocławski, a w 1990 Uniwersytet Marii Curie-Skłodowskiej przyznały mu tytuł doktora honoris causa. 
Zmarł w Warszawie, pochowany na cmentarzu przy ulicy Lipowej w Lublinie.

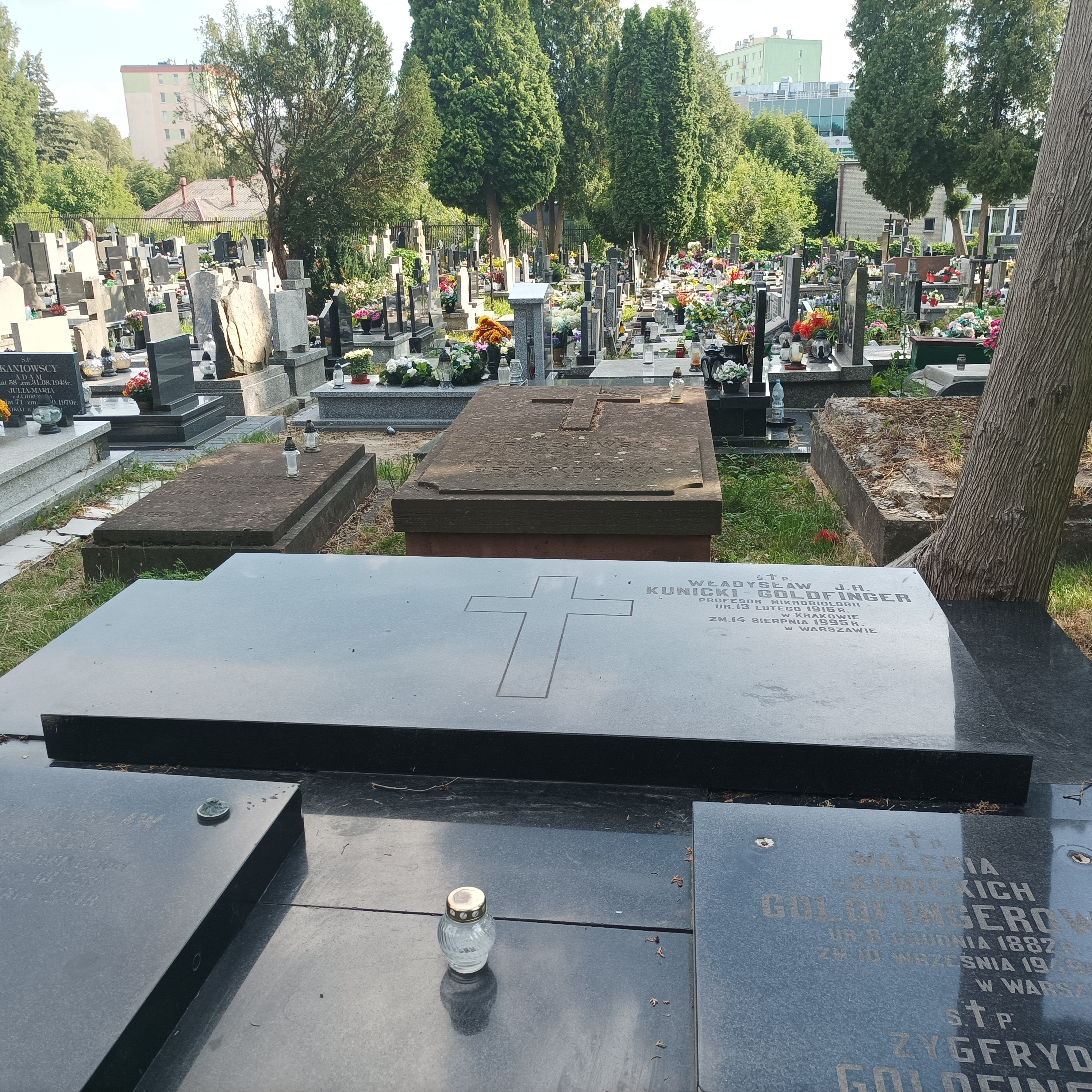
Grób prof. Władysława Kunickiego-Goldfingera na cmentarzu przy ulicy Lipowej w Lublinie

## Życie prywatne
Był dwukrotnie żonaty. Z pierwszą żoną miał córki Wiktorię, urodzoną podczas zesłania w ZSRR, i Annę Marię urodzoną po  powrocie do Polski. Po rozwodzie z pierwszą żoną, która wyjechała do Stanów Zjednoczonych, ożenił się z Władysławą (ur. 1920) o nieznanym nazwisku. Z drugą żoną miał synów Marka (ur. 1957), historyka i Jerzego Jakuba.

## Działalność polityczna i opozycyjna
W latach 1934–1937 członek Legionu Młodych-Lewica, a od 1937 członek Polskiej Partii Socjalistycznej. W 1976 sygnatariusz Listu 101 do Sejmu, współpracownik Komitetu Obrony Robotników. W okresie 13–22 grudnia 1981 internowany w Ośrodkach Odosobnienia najpierw Warszawa–Białołęka później w Jaworzu. Zwolniony na skutek interwencji środowiska naukowego, w tym prezesa Polskiej Akademii Nauk profesora Aleksandra Gieysztora. 17 października 1987 jeden z założycieli Polskiej Partii Socjalistycznej, w 1987 przez rok członek Rady Naczelnej partii. W 1991 znalazł się wśród współzałożycieli Solidarność Pracy. W styczniu 1976 podpisał list protestacyjny do Komisji Nadzwyczajnej Sejmu PRL przeciwko zmianom w Konstytucji Polskiej Rzeczypospolitej Ludowej. Jako przedstawiciel strony solidarnościowo-opozycyjnej uczestniczył w obradach Okrągłego Stołu w podzespole do spraw nauki, oświaty i postępu technicznego.
W PRL informacje na temat Władysława Kunickiego-Goldfingera podlegały cenzurze.  W 1977 jego nazwisko znajdowało się na specjalnej liście osób pod szczególną kontrolą cenzury. Zalecenia cenzorskie dotyczące jego osoby zanotował Tomasz Strzyżewski, który w swojej książce o peerelowskiej cenzurze opublikował notkę informacyjną z 7 stycznia 1977 Głównego Urzędu Kontroli Prasy, Publikacji i Widowisk. Wytyczne dla cenzorów wymieniały jego nazwisko z adnotacją: „Wszelkie próby popularyzowania w środkach masowego przekazu (prasa codzienna, radio, TV, tygodniki społeczno-polityczne) niżej wymienionych osób należy sygnalizować kierownictwu GUKPPiW”. Zalecenia cenzorskie zezwalały jedynie na publikacje w prasie specjalistycznej, naukowej oraz skryptach itp.

## Książki
- Władysław Kunicki-Goldfinger, „Dziedzictwo i przyszłość. Rozważania nad biologią molekularną, ewolucją i człowiekiem”. PWN, Warszawa, 1976, ss. 473.
- Władysław Kunicki-Goldfinger, „Życie bakterii”. wyd. czwarte zmienione, PWN, Warszawa 1982, ss. 618.
- Władysław Kunicki-Goldfinger, „Szukanie możliwości. Ewolucja jako gra przypadków i ograniczeń” PWN, Warszawa 1989, ss. 308.

## Ordery i odznaczenia
- Złoty Krzyż Zasługi (22 lipca 1950)[14]

## Nagrody
- Nagroda Państwowa III stopnia za pracę pt. Zmienność w bakterii (1955)[15]
- Nagroda Ministra Nauki, Szkolnictwa Wyższego i Techniki I stopnia (1971, 1974, 1975)[16]
- Nagroda Ministra Nauki, Szkolnictwa Wyższego i Techniki II stopnia 1973[16]
- Nagroda „Problemów” za wieloletnią popularyzację podstawowych problemów współczesnej biologii (1989)[2]